# 格蘭納特港
76°53′S 162°44′E / 76.883°S 162.733°E
格蘭納特港（英語：Granite Harbour）是南極洲的海灣，位於維多利亞地，長約26公里，處於阿徹角和羅伯茨角之間，該海灣在1902年1月由英國探險隊發現，現時由南極條約體系管理。